# Wonder Woman (telessérie de 1975)
Mulher-Maravilha (em inglês Wonder Woman) foi uma série de televisão norte-americana, protagonizada por Lynda Carter, baseada na personagem das histórias em quadrinhos da DC Comics e produzida entre 1975 e 1979. A primeira temporada foi exibida pela rede ABC, que a cancelou. A CBS assumiu a série até seu fim.

## Primeira versão
Em 1974, uma primeira versão, protagonizada por Cathy Lee Crosby, teve seu longa-metragem piloto exibido. Chamou pouca atenção por não ater-se à versão clássica da personagem.

## Nova versão
A série protagonizada por Lynda Carter, que obteria imenso sucesso, teve início com um longa piloto ("The New Original Wonder Woman") baseado na primeira história da personagem, passada durante a II Guerra Mundial, mostrando suas origens na Ilha Paraíso, localizada (porém não-cartografada!) no centro do "Triângulo das Bermudas" e habitada pelas amazonas por milênios. As amazonas, refugiadas ali do patriarcalismo da Antiguidade, conservaram consigo os segredos da imortalidade e poderes divinos.
Em 1942, o piloto americano Steve Trevor (Lyle Waggoner), ferido após um combate vitorioso com uma aeronave nazista, cai na ilha. Ao resgatar Trevor, as amazonas descobrem que o mundo exterior está em guerra contra o Nazi-Fascismo, o qual ambiciona escravizar toda a humanidade. Hipólita, a rainha amazona, decide enviar a mais poderosa de suas guerreiras para auxiliar os Aliados a derrotar o III Reich (o qual assemelha-se a uma nova versão de seus opressores patriarcais ancestrais), escolhendo-a através de uma competição atlética em estilo olímpico. A eleita acaba sendo a bela Princesa Diana, que parte armada de poderosos presentes divinos. Chegando aos Estados Unidos, Diana deixa Trevor em um hospital e quase imediatamente começa sua luta contra espiões e sabotadores nazistas, que planejam bombardear Washington, DC. Então, as forças da tirania e do terror descobrem um poderoso inimigo, uma campeã da liberdade e da democracia: a Mulher-Maravilha!
Para esta versão definitiva, o papel caiu perfeitamente na então desconhecida Lynda Carter, e o roteiro do piloto foi totalmente fiel à primeira história em quadrinhos da personagem.

## Poderes
A princesa Diana usa o uniforme clássico dos quadrinhos, além de suas armas tradicionais: o Cinturão do Poder, os famosos Braceletes Protetores e o Laço Mágico Dourado, que tem o poder fazer dizer a verdade as pessoas por ele envolvidas. Também surge seu misterioso "avião invisível" (misterioso por nunca se revelar onde fica pousado). Entre as fraquezas demonstradas no primeiro ano da série estão a remoção do Cinturão (os nazistas capturavam-na em armadilhas com éter, clorofórmio ou bombas de gás). O Major Steve Trevor torna-se o virtual par romântico da heroína, mas sempre platônico.

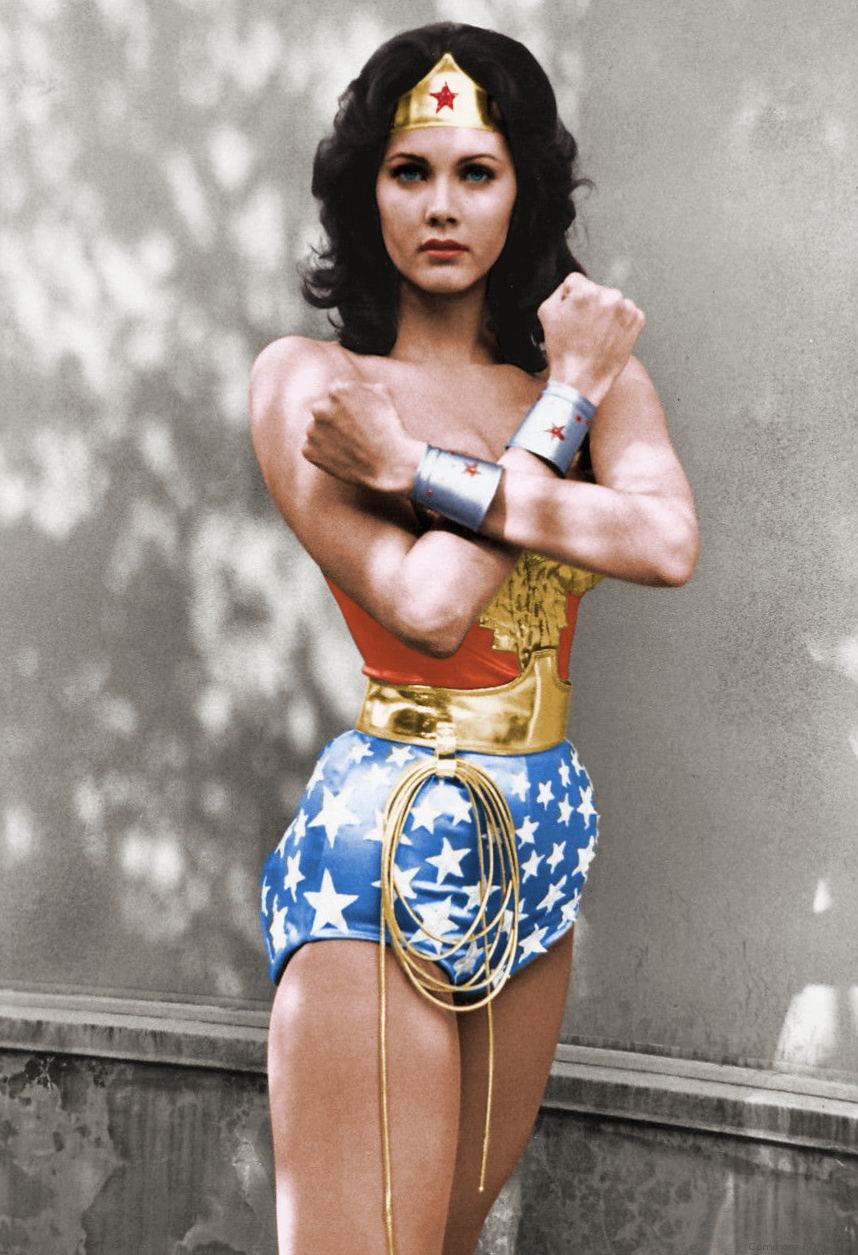
Carter como Mulher Maravilha

No longa-metragem piloto, Diana, já em Washington, detém assaltantes de bancos, cai nas garras do agente teatral corrupto Ashley Norman (Red Buttons), desmascara a agente dupla nazista "Marcia" (Stella Stevens), que conspirava contra o restabelecido Steve, e ao final, enfrenta o Coronel nazista Von Blasco (Kenneth Mars), enviado para bombardear alvos militares nos Estados Unidos.
Curiosamente, aqui surge um novo poder da Mulher-Maravilha: a capacidade de imitar vozes. O "giro de transformação" foi considerado "muito simples". Posteriormente, seu ventriloquismo desapareceria e suas "voltinhas estilo balé" seriam acompanhadas de efeitos luminosos e estrondo, em parte por sugestão da própria Lynda Carter. A heroína adota a identidade secreta de Diana Prince (com óculos e penteado em coque), e atuando como a nova secretária de Steve.
Ao sucesso deste piloto seguiu-se uma série de televisão regular, com o mesmo elenco principal. Após o primeiro ano, a série mudou de exibidor, passando da rede ABC à CBS, que apresentou As Novas Aventuras da Mulher-Maravilha ("The New Adventures of Wonder Woman") com uma abordagem mais contemporânea e passando-se a partir do ano de 1977.
Na segunda e terceira temporadas da série Diana Prince passaria a ser agente secreta da IADC, um braço da CIA e seu superior seria Steve Trevor Jr. que assim como seu pai era apaixonado platônicamente tanto por Diana Prince como pela Mulher-Maravilha sem saber que ambas eram a mesma pessoa.

## Mulher-Maravilha: Nova série está a Volta à TV
Warner Bros e a DC Comics começaram a desenvolver um novo seriado para televisão sobre a Mulher-Maravilha chamado AMAZONA, porém não foi adiante e acabou cancelado, escritor Allan Heinberg que roteirizaria o a empreitada para a The CW acabou por escrever o argumento do primeiro filme da heroína, lançado em 2017 e estrelado pela atriz e modelo israelense Gal Gadot e dirigido por Patty Jenkins.